# Алия (певица)
Али́я Да́на Хо́тон (англ. Aaliyah Dana Haughton, известная под мононимом Алия; 16 января 1979, Бруклин, Нью-Йорк, США — 25 августа 2001, Багамы) — американская певица, актриса

 и модель. В детстве участвовала в телешоу Star Search и пела на концертах с Глэдис Найт. В 12 лет при поддержке дяди, Барри Хэнкерсона, работающего в музыкальной индустрии, Алия заключила контракт с Jive Records и Blackground Records. Хэнкерсон также познакомил Алию с Ар Келли, который стал автором песен и продюсером её дебютного альбома Age Ain't Nothing but a Number. Альбом разошелся тиражом в три миллиона экземпляров и стал дважды платиновым в США. После обвинения в незаконном браке с Келли Алия расторгла договор с Jive Records и подписала контракт с Atlantic Records.
Продюсерами второго диска Алии One in a Million выступили Тимбалэнд и Мисси Эллиотт. Альбом был продан в количестве трёх миллионов экземпляров в США, а продажи по всему миру превысили восемь миллионов экземпляров. В 2000 году Алия снялась в своём первом фильме, «Ромео должен умереть», песня к которому — «Try Again» — попала на первую строчку чарта Billboard Hot 100 исключительно благодаря ротациям на радио, установив рекорд для певицы. За эту композицию Алия была номинирована на «Грэмми» в категории «Лучшая певица в стиле R&B».
После съёмок в «Ромео должен умереть» Алия сыграла главную роль в картине «Королева проклятых». В 2001 году она выпустила свой третий и последний альбом, Aaliyah. 25 августа 2001 года, после съёмок клипа «Rock the Boat», Алия и ещё восемь человек погибли в авиакатастрофе на Багамах. Лицензия пилота, Луи Моралеса III, на то время была недействительна, а в его организме были обнаружены следы кокаина и алкоголя. После смерти Алии её музыка продолжила пользоваться успехом: было выпущено семь посмертных релизов, а по всему миру продано от 24 до 32 миллионов экземпляров пластинок певицы. Алия — обладательница трёх наград American Music Awards и двух MTV VMA; певица также пять раз номинировалась на «Грэмми». Алия известна переосмыслением R&B, поп-музыки и хип-хопа, за что её прозвали «Принцессой R&B» и «Королевой урбан-попа». Журнал Billboard поместил её на десятую строчку в рейтинге самых успешных R&B-исполнителей за последние 25 лет, а также назвал 27-й в списке наиболее успешных певиц в истории.

## Биография

### Ранние годы
Алия Дана Хотон родилась 16 января 1979 года в Бруклине, Нью-Йорк в семье Дайан и Майкла Хотонов (1951—2012). Её родители афроамериканцы по происхождению. Алия была младшим ребёнком в семье. У неё был старший брат Рашад. Её имя представляет собой женский вариант арабского имени «Али»; оригинальное арабское имя «Алия» происходит от слова «алия», что в переводе с арабского означает «возвышенная, высочайшая, самая лучшая». Певица часто говорила, что ей очень нравится её семитское имя: она называла его «красивым» и утверждала, что старается изо дня в день ему соответствовать. В раннем возрасте, по инициативе матери, Алия начала заниматься вокалом. Она выступала на свадебных церемониях, благотворительных мероприятиях, а также пела в церковном хоре. Когда девочке было 5 лет, семья переехала в Детройт, Мичиган, где Алия выросла со своим старшим братом Рашадом. В Детройте отец Алии владел складом, а мать была домохозяйкой. Алия училась в католической школе Gesu Elementary, где в первом классе получила роль в постановке «Энни». Благодаря участию в мюзикле Алия решила стать артисткой.
Дядя Алии, Барри Хэнкерсон, работал адвокатом в сфере шоу-бизнеса, а также был женат на певице Глэдис Найт. В детстве Алия путешествовала вместе с Найт и наняла агента в Нью-Йорке, чтобы сниматься в рекламных роликах и телешоу. В девять лет она прошла прослушивание в шоу Star Search с песней «My Funny Valentine». Впоследствии она проходила кастинг в несколько звукозаписывающих компаний, а уже в 11 лет пела на концертах вместе с Найт.
В четырнадцать лет Алия поступила в школу искусств Detroit High School for the Fine and Performing Arts, исполнив на прослушивании песню «Ave Maria» на итальянском языке. В итоге Алия окончила школу со средним баллом 4.0.

### 1991—1995:Age Ain’t Nothing but a Number
После того, как Хэнкерсон заключил договор дистрибуции с Jive Records, 12-летняя Алия подписала контракт с его лейблом Blackground Records. Хэнкерсон познакомил Алию с певцом Ар Келли, который стал руководителем, автором песен и продюсером первого альбома Алии, записанного ею в 14 лет. Релиз дебютной пластинки певицы Age Ain’t Nothing but a Number, выпущенной под мононимом «Алия», состоялся 24 мая 1994 года на лейблах Jive и Blackground Records. Альбом дебютировал на 24-й строчке чарта Billboard 200, в первую неделю его продажи составили 74 000 экземпляров. В итоге диск добрался до 18-й позиции в хит-параде и был продан тиражом более 3 миллионов экземпляров в США, став дважды платиновым. В Канаде продажи альбома превысили 50 000, за что ему присвоили золотой статус. Дебютный сингл Алии, «Back & Forth», три недели возглавлял чарт Billboard Hot R&B/Hip-Hop Songs и стал золотым. Второй сингл, кавер на песню The Isley Brothers «At Your Best (You Are Love)», занял шестое место в хит-параде Billboard Hot 100 и также получил золотой статус. Заглавный трек, «Age Ain’t Nothing but a Number», достиг 75-й позиции в этом же чарте. Также Алия записала песню «The Thing I Like» к фильму «Пропавшие миллионы».
Age Ain't Nothing but a Number получил положительные отзывы критиков. Некоторые обозреватели отмечали, что «нежный вокал» и «чувственный голос» певицы в сочетании с нью-джек-свингом Ар Келли преобразили R&B в 1990-х годах. Звучание песен Алии сравнивали с музыкальным стилем женского вокального квартета En Vogue. Стивен Томас Эрлевайн с сайта AllMusic, несмотря на наличие нескольких проходных песен, отметил привлекательность синглов пластинки. Критик отметил, что песни с диска Алии звучат гораздо лучше, чем треки из альбома Ар Келли 12 Play. В журнале Billboard назвали композицию «At Your Best (You Are Love)» неуместной на пластинке, а также раскритиковали её за большую длительность.

### 1996—2000:One in a Millionи «Ромео должен умереть»
В 1996 году Алия покинула лейбл Jive и подписала контракт с Atlantic. Над своим вторым альбомом, One in a Million, певица работала с Тимбалэндом и Мисси Эллиотт. Пластинка включала в себя сингл «If Your Girl Only Knew», который две недели возглавлял чарт Billboard Hot R&B/Hip-Hop Songs, а также композиции «Hot like Fire» и «4 Page Letter». One in a Million достиг 18-й строчки в чарте Billboard 200, его продажи в США составили три миллиона экземпляров, а по всему миру было продано свыше восьми миллионов экземпляров. 16 июня 1997 года Американская ассоциация звукозаписывающих компаний дважды присвоила пластинке платиновый статус. За месяц до этого, в мае 1997 года музыкальное издательство Windswept Pacific подало иск против Алии в окружной суд США, обвинив певицу в плагиате. Издательство утверждало, что её сингл «Age Ain’t Nothing But a Number» имеет сильное сходство с композицией Бобби Колдуэлла «What You Won't Do for Love». В июле того же года Алия приняла участие в записи дебютного сингла группы Timbaland & Magoo «Up Jumps da Boogie».
В 1997 году Алия начала актёрскую деятельность; она появилась в сериале «Полицейские под прикрытием» в роли самой себя. В то же время Алия участвовала в благотворительном концерте Children’s Benefit Concert в Нью-Йорке. Также певица стала представителем компании Tommy Hilfiger. Благодаря рекламной кампании с участием Алии фирма продала более 2400 пар красных, белых и синих мешковатых джинсов, в которых певица снималась для рекламы в журналах; это побудило компанию пополнить запасы ещё на 5000 пар таких джинсов. В том же году Алия исполнила рождественскую песню «What Child Is This?» на ежегодном рождественском телевизионном концерте Christmas in Washington. Также она записала песню «Journey to the Past» к мультфильму «Анастасия», а её авторы Линн Аренс и Стивен Флаэрти были номинированы на «Оскар» в категории «Лучшая песня к фильму». В 1998 году Алия исполнила эту песню на церемонии «Оскар», став самой молодой певицей, выступавшей на церемонии. В июне того же года она записала песню «Are You That Somebody?» для саундтрека к фильму «Доктор Дулиттл». Композиция принесла певице первую номинацию на «Грэмми» и добралась до 21-й позиции в хит-параде Billboard Hot 100.

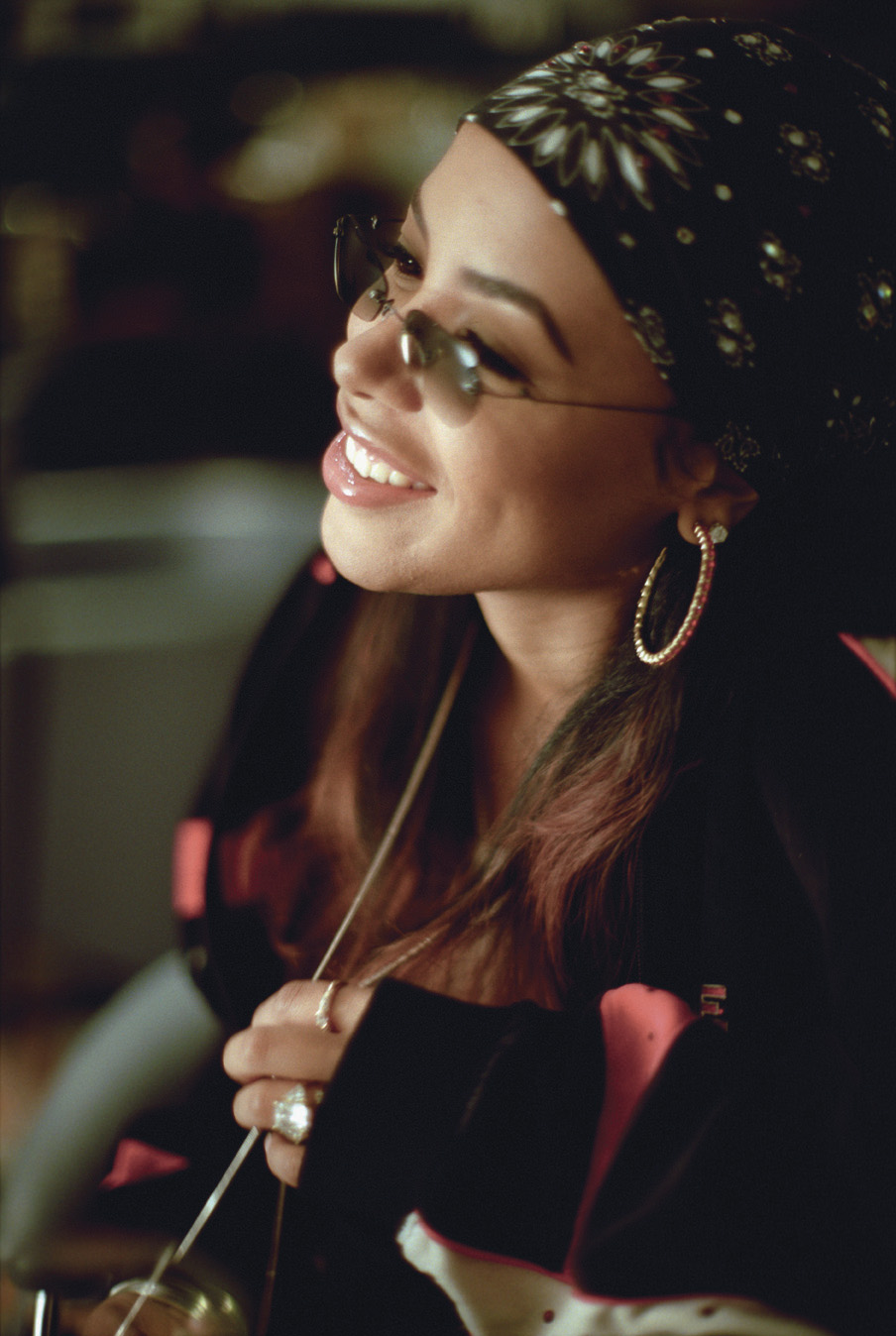
Алия в 2000 году.

В 1999 году Алия начала сниматься в своём первом фильме «Ромео должен умереть», который вышел на экраны 22 марта 2000 года. В этой кинокартине Алия и мастер боевых искусств Джет Ли играли влюблённых, которые начали встречаться, несмотря на вражду между семьями. Фильм собрал 18,6 миллионов долларов в первую неделю, заняв второе место по киносборам. Глен Оливер с сайта IGN положительно оценил её роль, отметив, что Алия изобразила свою героиню не как «потерпевшую», а «как сильную женщину, которая не производит впечатления безумной феминистки». Также Алия участвовала в записи саундтрека к фильму, выступив его исполнительным продюсером; одной из четырёх песен, исполненных Алиёй, стала «Try Again», которая возглавила чарт Billboard Hot 100, сделав Алию первой певицей, возглавлявшей чарт исключительно благодаря радиоротациям. Видеоклип получил две награды на MTV Video Music Awards в 2000 году: «Лучшее женское видео» и «Лучшая песня к фильму». Также Алия была номинирована на «Грэмми» в категории «Лучшая певица в стиле R&B». Саундтрек был продан в количестве 1,5 миллионов экземпляров в США.

### 2001:Aaliyah
После завершения съёмок в «Ромео должен умереть» Алия начала работать над своим вторым фильмом, «Королева проклятых». Она сыграла древнего вампира, Королеву Акаши, и отзывалась о своём персонаже как о «коварном, сумасшедшем, сексуальном существе». Съёмки в кино задерживали релиз нового альбома певицы. К записи песен для будущей пластинки Алия приступила в марте 2000 года. Тогда же её пресс-атташе сообщил, что альбом, возможно, выйдет в октябре того же года. В итоге запись завершилась к марту 2001 года, а сам диск, получивший название Aaliyah, вышел 17 июля 2001 года, спустя пять лет после релиза One in a Million. Альбом дебютировал на второй строчке чарта Billboard 200, его продажи в первую неделю составили 187 тысяч экземпляров.
Первый сингл пластинки, «We Need a Resolution», занял 59-ю позицию в хит-параде Billboard Hot 100. После смерти Алии её третий студийный альбом поднялся с 19-й на первую строчку чарта Billboard 200, и вскоре получил дважды платиновый статус в США за 2,6 миллионов проданных экземпляров. В качестве посмертного сингла была выпущена композиция «More than a Woman», которая закрепилась на 25-й строчке хит-парада Billboard Hot 100. Песня возглавила британский чарт, что сделало Алию первой умершей исполнительницей, чья песня заняла первую строчку в этом хит-параде. Однако вскоре «More than a Woman» уступила композиции Джорджа Харрисона «My Sweet Lord». Это был единственный случай в истории чарта, когда один умерший исполнитель сместил с первого места другого. Вторым посмертным синглом стала песня «Rock the Boat». Она заняла 14-е место в хит-параде Billboard Hot 100 и второе — в Hot R&B/Hip-Hop Songs. Премьера клипа состоялась в программе Access Granted на телеканале BET; этот выпуск стал самым просматриваемым и набрал наиболее высокие рейтинги за всю историю телешоу. «Rock the Boat» вошла в сборник Now That's What I Call Music! 8. Часть выручки от продаж диска была пожертвована в Мемориальный фонд Алии.
Алия должна была сыграть в нескольких фильмах, включая музыкальную мелодраму «Лапочка», романтический фильм Some Kind of Blue и ремейк фильма «Спаркл», спродюсированный Уитни Хьюстон. Кинокартина вышла на экраны в 2012 году, спустя одиннадцать лет после смерти Алии. Незадолго до смерти Алия была выбрана на роль Зи в фильме «Матрица». С участием Алии было снято несколько сцен для кинокартины «Матрица: Перезагрузка»; эту же роль она должна была исполнить и в фильме «Матрица: Революция». Впоследствии эта роль досталась актрисе и певице Ноне Гэй. Сцены, снятые с Алиёй, были включены в серию Matrix Ultimate Collection.
В ноябре 2001 года Рональд Айсли рассказал, что Алия обсуждала запись совместной песни с группой The Isley Brothers. Также она говорила о записи песен для саундтрека к фильму «Королева проклятых» и о возможном дуэте с Джонатаном Дэвисом, вокалистом метал-группы Korn.

## Смерть
25 августа 2001 года в 18:45 (EDT), после съёмок клипа «Rock the Boat», Алия и несколько сотрудников её звукозаписывающей компании отправились на самолёте Cessna 402B (N8097W) из аэропорта Марш-Харбор (острова Абако, Багамы) в Опа-Лока (Флорида). Рейс был назначен на следующий день, но так как съёмки закончились раньше срока, Алия и её сопровождающие настаивали на возвращении в США. Самолёт был гораздо меньше, чем Cessna 404, на котором певица и съёмочная группа прибыли на Багамы, но тем не менее  на борту были размещены все пассажиры и всё оборудование. В результате сразу после взлёта из-за перегруза самолёт упал на расстоянии около 60 метров от взлётно-посадочной полосы. Алия, пилот Луи Моралес III, стилист-парикмахер Эрик Форман, Энтони Додд, охранник Скотт Галлин, друг семьи Алии Кит Уеллас, стилист Кристофер Малдонадо и сотрудники лейбла Blackground Records Дуглас Кратц и Джина Смит погибли. Все тела были доставлены в морг и опознаны родственниками погибших.
По версии судебно-медицинской экспертизы Алия скончалась от ожогов и травмы головы, вызвавших сильный шок. Коронерское расследование установило, что певица также пострадала от слабого сердца. Судмедэксперт заключил, что даже если бы Алия выжила, её выздоровление было бы невозможным из-за полученных травм. В официальном заявлении Национального совета по безопасности на транспорте США (NTSB) было сказано о том, что общий вес груза был существенно превышен, что привело к смещению центра тяжести к хвостовому отсеку, а также отмечено, что у пилота не было разрешения на управление самолётом. Луи Моралес подделал лицензию Федерального управления гражданской авиации США, чтобы получить работу в авиакомпании Blackhawk International Airways. Кроме того, при вскрытии в его организме были обнаружены следы кокаина и алкоголя. Дальнейшее расследование показало, что вес груза превышал норму на 700 фунтов и количество пассажиров было на одного больше дозволенного.

### Похороны

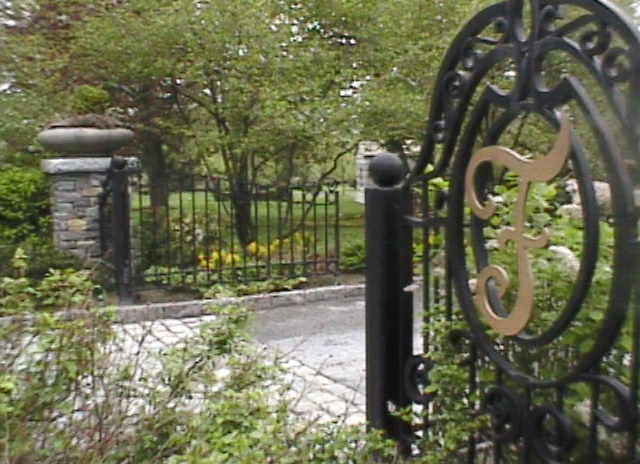
Главный вход на кладбище Фернклифф, где похоронена Алия

31 августа 2001 года в поминальной часовне Фрэнка Э. Кэмпбелла и в церкви Святого Игнатия Лойолы на Манхэттене состоялись закрытые похороны Алии. Её тело поместили в посеребренный медный гроб, который везли в запряжённом лошадьми застеклённом катафалке. В траурной процессии приняло участие более 800 человек, скорбящих о смерти певицы. Закрытую церемонию прощания с певицей посетили Мисси Эллиотт, Тимбалэнд, Jay-Z, Крис Рок, Глэдис Найт, Lil’ Kim и Шон Комбс. После окончания службы в небо было выпущено 22 белых голубя, символизирующих каждый год жизни Алии. Брат Алии Рашад прочитал надгробную речь, назвал имена остальных погибших в авиакатастрофе и попросил присутствующих за них помолиться. В завершение церемонии мать Алии Дайан Хотон и другие скорбящие спели песню Алии «One in a Million».
Первоначально Алия была похоронена на третьем этаже главного мавзолея кладбища Фернклифф в Хартсдейле, Нью-Йорк. В апреле 2005 года её тело переместили в отдельную комнату в конце коридора мавзолея Розвуда.

## Музыкальный стиль

### Голос и музыка
Певческий голос Алии — сопрано. Келефа Санне из The New York Times подчеркнул, что в начале своей карьеры, когда ей было четырнадцать, Алия «пела не как маленькая девочка: даже тогда у неё был сильный голос и более утончённый подход, чем у большинства поп-певиц». Обозреватель журнала Entertainment Weekly Димитрий Эрлих отметил, что «нежный» голос Алии был более гибким, чем у самопровозглашённой королевы хип-хоп-соула Мэри Джей Блайдж. В рецензии на второй альбом певицы One in a Million журналистка Дрим Хамптон из журнала Vibe высказала мнение, что голос Алии звучит «немного сильнее, чем вялый фальцет Джанет Джексон», но он такой же привлекательный, как и вокал Джексон. Эрнест Харди из журнала Rolling Stone, в отзыве на третий альбом исполнительницы, отметил, что Алия демонстрирует более сильную вокальную технику по сравнению с её предыдущими работами. Сама Алия называла свой музыкальный стиль «уличным, но милым», отличающимся «нежным» вокалом под «жёсткие» биты.
Музыкальные критики отмечали, что стаккато, преобладающее в аранжировках и продюсировании песен Алии, позволили ей «расширить границы жанра». Рецензенты также обращали внимание на элементы «олдскульного соула» в композициях певицы. После выпуска дебютного альбома, спродюсированного Ар Келли, Алия начала работать с Мисси Эллиотт и Тимбалэндом, и её музыка приобрела более электронное звучание. По мнению Келефы Санне из The New York Times, «биты Тимбалэнда, созданные с помощью компьютерных программ, идеально сочетались с её дерзким голосом с придыханием, создавая новый вид электронной музыки». В композициях Алии часто преобладали R&B, поп и хип-хоп. По мере выпуска альбомов критики считали, что своим профессиональным ростом Алия заявляла силу и независимость. В ABC News отметили, что на своём третьем альбоме Алия перешла от энергичной поп-музыки с влиянием хип-хопа и R&B к более зрелому, интроспективному звучанию. Эксперименты Алии с песнями для третьего альбома, в которых содержались элементы латиноамериканской музыки и хэви-метала, по мнению Крэйга Сеймура из Entertainment Weekly, не удались. Обозреватель британского журнала NME отметил, что эта пластинка была призвана укрепить позиции Алии как самой экспериментальной R&B-исполнительницы США. Незадолго до смерти Алия интересовалась бурно развивающимся гэриджем, о котором она была наслышана в то время.

### Влияние
Источником вдохновения для Алии служило творчество ряда исполнителей, среди которых: Майкл Джексон, Стиви Уандер, Шаде, En Vogue, Nine Inch Nails, Korn, Принс, Naughty by Nature, Джонни Мэтис, Джанет Джексон и Барбра Стрейзанд. Любимым альбомом Алии был Thriller Майкла Джексона, и, по её словам, никакая другая пластинка его «не переплюнет». Она также восхищалась певицей Шаде, так как та «остаётся верна своему стилю несмотря ни на что». Алия высказывала желание записать совместный трек с Джанет Джексон, с которой её часто сравнивали. Сама Джанет Джексон говорила, что также уважает Алию и ей было бы приятно спеть с ней дуэтом.

## Имидж
На протяжении всей карьеры Алия уделяла своему имиджу особое внимание. По словам Алии, её образ был для неё очень важен, так как помогал ей выделяться среди других. Она часто носила мешковатую одежду и очки, заявляя, что хочет быть сама собой. Также Алия нередко одевалась в чёрное, и задала тренд к подобной моде среди женщин в США и Японии. Её стиль оказал влияние на различные модные тенденции, такие как «Health Goth» и «Ghetto Goth». В 1990-х годах Алия была представителем бренда Tommy Hilfiger; так, она участвовала в турне модельера Томми Хилфигера All American Tour и снялась в рекламе джинсов, в которой предстала в боксёрах, мешковатых джинсах и топе. Энди Хилфигер, брат Томми Хилфигера, назвал её образ «совершенно новым», «элегантным и привлекательным одновременно». Карсон Дейли, бывший ведущий программы Total Request Live на телеканале MTV отметил, что у Алии всегда было «невероятное чувство стиля», и что она всегда была «на шаг впереди» остальных. Также, по мнению Дейли, благодаря ей аудитория канала TRL всегда узнавала о новых трендах.
Меняя прическу, Алия последовала совету матери и прикрыла левый глаз, как делала Вероника Лейк. Этот образ стал для неё фирменным; его называли слиянием «развинченной эмоциональной честности и чувством мистики». В 1998 году Алия наняла личного тренера, чтобы держать себя в форме: она занималась пять раз в неделю и перешла на диетическое питание. Алию часто хвалили за «приличный образ» и «моральные ценности». Роберт Кристгау из The Village Voice, анализируя артистизм и имидж певицы, отметил, что «она была гибкой и соблазнительной в том смысле, что не олицетворяла ни малолетку, ни красотку: она была инженю, чьим главным достоинством была искренность, а не невинность и то, что под ней подразумевается».
Обретя популярность, Алия стала считаться не только примером для подражания, но и одним из секс-символов своего времени. Эмиль Уилбекин, друг Алии и поклонник её творчества, рассказывал, что певица «не пользовалась своей красотой для продажи музыки. Она пользовалась своим талантом. Многие юные поклонники хип-хопа восхищаются ею». Как утверждалось, сингл «We Need a Resolution» превратил «бывшую девочку-пацанку во взрослую, сексуальную женщину». Сама же Алия, по её словам, ещё в детстве заметила свою сексуальную привлекательность, и говорила, что чувствует себя «безусловно сексуальной».

## Влияние на популярную культуру и наследие
Алии приписывают переосмысление R&B, поп-музыки и хип-хопа в 1990-х годах. По словам музыкальных обозревателей, она «оставила неизгладимый след на музыкальной индустрии в целом». В журнале Billboard отмечали, что своим сочетанием поп-музыки, соула и хип-хопа Алия значительно преобразовала R&B. Обозреватель журнала Rolling Stone в рецензии на третий альбом Алии подчеркнул, что её влияние на поп-музыку и R&B было огромным. По словам Стива Хьюи с сайта AllMusic, Алия входит в число «элитных» R&B-исполнителей, поскольку именно она «сыграла важную роль в популяризации запинания, футуристического стиля, который использовался в хип-хопе и урбан-соуле в конце 1990-х годов». Критик Брюс Бритт отметил, что «Алия сформировала звук, ориентированный на подростков, который привёл к появлению современных поп-феноменов вроде Брэнди, Кристины Агилеры и Destiny's Child».
Алия считается одной из «самых значимых R&B-исполнителей» 1990-х. Её второй альбом One in a Million стал одним из самых влиятельных R&B-альбомов десятилетия. Музыкальный критик Саймон Рейнольдс назвал композицию «Are You That Somebody?» «самым радикальным поп-синглом 1998 года». Келефа Санне из The New York Times высказал мнение, что Алия «знала как растворяться в музыке, как совмещать свой голос с басовой партией», и таким образом позволила «изменить звучание популярной музыки: заводные, ритмичные песни Destiny's Child обязаны „Are You That Somebody?“». Также Келефа отметил, что к моменту своей смерти в 2001 году Алия «записала несколько наиболее современных и влиятельных поп-композиций за последние пять лет». Музыкальное издание Popdust назвало Алию бесподобной королевой андеграунда за влияние на андеграундную альтернативную музыкальную сцену; в издании также подчеркнули, что прогрессивная музыка, которую Алия создавала с Тимбалэндом, и экспериментальная музыка андеграундных артистов в какой-то степени сотканы из одной ткани. Музыкальный видеопортал MTV Hive, перечисляя исполнителей, вдохновившихся творчеством Алии, отметил, что она повлияла на такие течения андеграунда как дабстеп, инди-поп и лоу-фай R&B. Редактор журнала Billboard Эрика Рамирес писала, что во времена Алии «было не так много исполнителей с мягким вокалом как у Алии, а сегодня мы видим множество артистов, которые поют в таком стиле и пользуются успехом». Общие продажи альбомов Алии в США превысили 8,1 миллионов экземпляров, а по всему миру продано от 24 до 32 миллионов экземпляров её пластинок. В СМИ Алию часто называют «Принцессой R&B» и «Королевой урбан-попа», поскольку она доказала, что «является полноправной музой». Она также считается иконой поп-музыки и R&B за влияние и вклад в эти музыкальные жанры.
В 2001 году на церемонии MTV Video Music Awards Джанет Джексон, Мисси Эллиотт, Тимбалэнд, Ginuwine и брат Алии Рашад почтили её память. В том же году Администрация социального обеспечения США назвала имя Алия одним из 100 самых популярных имён для новорождённых девочек. В память об Алии был создан мемориальный фонд для сбора денег благотворительным организациям, которым она помогала. В 2002 году на церемонии American Music Awards Алия была посмертно признана лучшей R&B-исполнительницей, а её альбом Aaliyah победил в номинации «Любимый альбом в стиле R&B/соула». В 2003 году Алия заняла 35-ю строчку в рейтинге 50 величайших женщин эпохи видео по версии телеканала VH1. Она также вошла в число 25 лучших танцоров всех времён по версии телеканала BET, заняв в рейтинге 18-е место. В 2000 году журнал Maxim поместил Алию на 41-ю позицию в своей горячей сотне, а в 2001 году певица занимала уже 14-е место. В 2002 году телеканал VH1 составил список 100 самых сексуальных исполнителей, в котором Алия заняла 36-ю строчку. В 2010 году журнал Billboard назвал Алию седьмой наиболее успешной R&B-исполнительницей за последние 25 лет и 27-й известной R&B-исполнительницей в целом. В 2012 году Алия заняла 48-е место в рейтинге Величайших женщин в музыке по версии VH1. В том же году журнал Complex поместил Алию на десятую строчку в списке 100 самых горячих певиц за всё время и на 22-ю в списке 90 самых горячих женщин 1990-х. В 2014 году Алия заняла 18-ю позицию в рейтинге 100 самых влиятельных артистов по версии журнала NME. В 2015 году журнал Harper’s Bazaar назвал платье, в котором Алия была на премии MTV Video Music Awards в 2000 году, самым запоминающимся моментом церемонии. В октябре того же года Vogue причислил Алию к десяти женщинам, ставшими иконами джинсового стиля. В августе 2018 года Billboard поместил Алию на 47-е место в рейтинге 60 лучших исполнительниц всех времён.
Музыка Алии повлияла на творчество ряда исполнителей, включая Адель, The Weeknd, Сиару, Бейонсе, Монику, Криса Брауна, Рианну, Азилию Бэнкс, Севин Стритер, Кейшу Коул, J. Cole, Райана Дестини, Келли Роуленд, Зендею, Риту Ора, The xx, Arctic Monkeys, Speedy Ortiz, Челси Вулф, Haim, Angel Haze, Кайзу, Наю Ривера, Normani, Кэсси, Хейли Уильямс, Джессику Уэр, Yeasayer, Биби Рекса, Омариона, Меган Рошелл и солиста группы Years & Years Олли Александера. Канадская R&B-певица Кешия Шанте, которая в 2008 году должна была сыграть Алию в биографическом фильме о ней, похвалила футуристический стиль Алии в музыке и моде. После разговора с Дайан Хотон Шанте отказалась от съёмок, но выразила согласие сняться в фильме, если инициативу поддержит семья. По словам Шанте, она была поклонницей Алии с шести лет. R&B-певица и подруга Алии Брэнди говорила: «она появилась раньше нас с Моникой, она нас вдохновляла». По словам рэпера Дрейка, Алия значительно повлияла на его карьеру, и в связи с этим он сделал себе татуировку исполнительницы на спине. Соланж Ноулз в десятую годовщину смерти певицы рассказала, что Алия была её кумиром и заявила, что её никогда не забудут. Солист поп-рок-коллектива Maroon 5 Адам Левин вспоминал, что благодаря песне «Are You That Somebody?» он начал искать более душевное звучание для своей группы Kara's Flowers, в которой он в прошлом состоял. По словам японской поп-певицы Хикару Утады, она всерьёз заинтересовалась R&B после прослушивания альбома Алии Age Ain't Nothing but a Number, после чего выпустила свою дебютную пластинку First Love в R&B-стилистике. В 2012 году британская певица и автор песен Кэти Би посвятила Алии песню «Aaliyah». Композиция, записанная при участии Джессики Уэр, вошла в мини-альбом Кэти Би Danger. В 2016 году шведский автор-исполнитель Эрик Хассль выпустил песню под названием «If Your Man Only Knew» в память о сингле Алии «If Your Girl Only Knew».
Существует мнение, что Алия добилась бы большего успеха, если бы не её смерть. По словам Эмиля Уилбекина, третий альбом и запланированная роль Алии в продолжении «Матрицы» «могли бы сделать её ещё одной Джанет Джексон или Уитни Хьюстон». Майкл Раймер, режиссёр фильма «Королева проклятых», говорил, что Алия могла бы многого достичь, и что её никогда «ничто не останавливало». 18 июля 2014 года стало известно, что вместо Зендеи роль Алии в биографическом фильме от Lifetime исполнит Александра Шипп. Некоторые поклонники считали, что Зендея не подходит на роль Алии, так как внешне на неё непохожа. Сама Зендея перед уходом из проекта выразила глубокое уважение к Алии. 9 августа 2014 года было объявлено, что Мисси Эллиотт и Тимбалэнда сыграют Чаттрисс Долабайль и Изаак Смит соответственно. Многие в сети раскритиковали Долабайль, так как актриса, по мнению пользователей, непохожа на Мисси Эллиотт. Премьера фильма, получившего название Aaliyah: The Princess of R&B, состоялась 15 ноября 2014 года. Несмотря на отрицательные отзывы, в день премьеры фильм просмотрело 3,2 миллиона человек, что сделало его вторым по количеству рейтингов фильмом 2014 года. Члены семьи Алии были крайне недовольны этим фильмом. Джомо Хэнкерсон, двоюродный брат певицы, говорил, что семья бы предпочла «крупный студийный релиз» в духе биографического фильма о Тине Тёрнер «На что способна любовь». Также, по словам Хэнкерсона, он и другие родственники Алии консультировались с юристом с целью запретить Lifetime TV использовать песни, а также фото- и видеоматериалы, однако студия «на связь не вышла». 17 августа 2021 года издательство Atria Books (подразделение Simon & Schuster) выпустило книгу журналистки Кэти Яндоли под названием Baby Girl: Better Known as Aaliyah, которая представляет собой биографию певицы, куда вошли, в частности, эксклюзивные интервью и истории о жизни и карьере певицы.

### Посмертные релизы
В феврале 2002 года на экраны вышел второй и последний фильм с участием Алии «Королева проклятых». Перед его выпуском брат Алии Рашад во время постпродакшна повторно продублировал некоторые звуковые дорожки с её голосом. В премьерные выходные фильм собрал 15,2 миллиона долларов, заняв первое место в прокате. В декабре того же года вышел посмертный сборник песен Алии I Care 4 U, в который вошло несколько ранее неизданных композиций. Часть вырученных средств от продаж диска была пожертвована в Мемориальный фонд Алии, программу, которая помогает исследованию рака женщин Revlon UCLA и Гарлемскому онкологическому центру Слоана Кеттеринга. Пластинка дебютировала под третьим номером в хит-параде Billboard 200, в первую  неделю было продано 280 000 экземпляров. Первый сингл, «Miss You», закрепился на третьей строчке в чарте Billboard Hot 100 и возглавил Hot R&B/Hip-Hop Songs.
В 2005 году лейбл Blackground Records выпустил в Великобритании второй сборник песен Алии Ultimate Aaliyah. В компиляцию вошли два CD-диска и один DVD. В 2011 году, незадолго до десятой годовщины смерти Алии, вышел документальный фильм Aaliyah Live in Amsterdam, режиссёром которого выступил Погус Цезарь. В этот фильм вошли эксклюзивные кадры Алии, снятые в 1995 году в Нидерландах.
В марте 2012 года продюсер Джеффри «Джей-Даб» Уокер заявил в своём аккаунте в Твиттере, что трек под названием «Steady Ground», который он спродюсировал для третьего альбома Алии, войдёт в её будущую посмертную пластинку. В этот диск должна была войти песня с вокалом Алии из демозаписи, поскольку, по словам Уокера, его звукорежиссёр потерял оригинальную версию. Позже брат Алии Рашад опроверг слова Уокера, заявив, что никакого официального альбома семья Хотон не выпускает. 5 августа 2012 года лейбл Blackground Records выпустил в интернете трек под названием «Enough Said», записанный при участии канадского рэпера Дрейка и спродюсированный Ноем «40» Шебибом. Через четыре дня Джомо Хэнкерсон объявил о предстоящем посмертном альбоме Алии, релиз которого был назначен на конец 2012 года. Как сообщалось, в пластинку войдут 16 неизданных песен, а в её записи примут участие Тимбалэнд и Мисси Эллиотт. Однако 13 августа Мисси Эллиотт и Тимбалэнд опровергли это заявление, прокомментировав, что над альбомом они работать не будут.
В июне 2013 года Крис Браун выпустил песню «Don't Think They Know», хук которой был записан с вокалом Алии. Композиция вошла в шестой альбом Брауна X. В июле того же года Тимбалэнд выразил недовольство по поводу треков «Enough Said» и «Don't Think They Know». «Музыка Алии звучит только с родственной душой, то есть со мной». Вскоре после этого Тимбалэнд извинился перед Крисом Брауном за свои замечания, заявив, что Алия и её смерть для него «очень деликатная тема». В январе 2014 года продюсер Ной «40» Шебиб сообщил, что релиз посмертного альбома Алии отложен из-за негативной реакции на участие Дрейка в работе над пластинкой.
В 2015 году стало известно, что в микстейп рэпера T-Pain The Iron Way войдёт трек «Girlfriend» с вокалом Алии. В итоге песня не попала в альбом из-за недовольства поклонников певицы и других присутствующих на прослушивании пластинки в Нью-Йорке. В ответ на критику T-Pain задался вопросом, связано ли достояние Алии с её смертью, и заявил, что если бы она жива, её считали бы попыткой подражать Бейонсе. По словам T-Pain, этот вокал Алия записала до своей смерти, и ему передали запись, когда обратились с просьбой завершить трек для посмертного альбома. В мае 2015 года рэперша Тинк выпустила песню «Million», которая содержит сэмпл из композиции Алии «One in a Million». По словам Тимбалэнда, принявшего участие в создании трека, ему приснилась Алия и назвала Тинк «той самой». В сентябре того же года в память об Алии компания Xyrena выпустила аромат, названный именем певицы. 19 декабря 2015 года Тимбалэнд выложил в своём аккаунте в Инстаграм фрагмент новой песни Алии под названием «He Keeps Me Shakin'» и сообщил, что трек выйдет 25 декабря в рамках его микстейпа King Stays King.
24 августа 2017 года компания MAC cosmetics анонсировала линию косметики Алии, выпуск которой был назначен на лето 2018 года. 20 июня коллекция стала доступна в интернете, а 21 — появилась в магазинах. Кроме того, MAC и журнал I-D сняли короткометражный фильм A-Z of Aaliyah, релиз которого совпал с запуском линии. Фильм осветил и прославил наследие Алии благодаря её поклонникам, которых отобрали для съёмок в ходе кастинга, проведённого MAC и I-D. Косметический бокс серии в первый день выпуска был продан за несколько минут за 250 долларов. 22 августа 2019 года в Музее мадам Тюссо в Лас-Вегасе появилась восковая фигура Алии.
В августе 2021 года было объявлено, что лейбл Blackground Records (ныне Blackground Records 2.0) переиздаст все музыкальные релизы Алии на физических, цифровых и стриминговых сервисах в рамках договора с Empire Distribution. Однако семья певицы выразила недовольство по этому поводу, раскритиковав «недобросовестную попытку» лейбла выпустить альбомы и синглы Алии без какой-либо информационной «прозрачности» и согласования данного вопроса с членами семьи. Тем не менее 20 августа альбом One in a Million стал доступен для прослушивания на стриминговых платформах. Вскоре пластинка вернулась в британский хит-парад Official Hip Hop and R&B Albums Chart Top 40, заняв восьмую строчку. Альбом также вновь оказался в чарте Billboard 200, впервые закрепившись в первой десятке под десятым номером. К 26-му августа в США было продано 26 000 альбомных единиц.
25 августа 2021 года в интервью с Big Tigger для радиостанции WVEE дядя Алии Барри Хэнкерсон сообщил о предстоящем релизе четвёртого студийного альбома певицы Unstoppable, в который войдут треки с участием Дрейка, Snoop Dogg, Криса Брауна, Ни-Йо и Фьючера. 10 сентября была переиздана третья пластинка Алии Aaliyah, которая заняла седьмую позицию в британском хит-параде Official Hip Hop and R&B Albums Chart Top 40 и вернулась в чарт Billboard 200 под 13-м номером. 8 октября вышли переиздания сборников I Care 4 U и Ultimate Aaliyah. В то время как I Care 4 U не удалось попасть в чарты, Ultimate Aaliyah закрепился на восьмом месте в Official Hip Hop and R&B Albums Chart Top 40 и на 41-м — в Billboard 200.
14 декабря был анонсирован новый посмертный сингл Алии, записанный при участии The Weeknd. Релиз трека, получившего название «Poison», состоялся 17 декабря. 4 января 2022 года Барри Хэнкерсон подтвердил, что альбом Unstoppable выйдет в том же месяце, однако по состоянию на июнь 2022 года релиз пластинки так и не состоялся, и официальных заявлений от лейбла не поступало.

## Личная жизнь

### Семья
Семья Алии сыграла важную роль в её карьере. Отец певицы, Майкл Хотон, был её личным менеджером, мать, Дайан Хотон — ассистентом, а брат Рашад Хотон и кузен Джомо Хэнкерсон постоянно с ней работали. Болезнь её отца вынудила его и Дайан оставить менеджмент Алии. Все свои решения Алия принимала под руководством брата Рашада. Алию всегда сопровождали члены её семьи. По словам Рашада Хотона, семья впервые и единожды отсутствовала только на съёмках клипа «Rock the Boat». Кидада Джонс, подруга Алии, рассказывала, что в последний год жизни Алия говорила о желании завести семью и детей.

### Незаконный брак
С выпуском альбома Age Ain’t Nothing but a Number появилось много слухов об отношениях между Алиёй и Ар Келли, а вскоре возникли предположения об их секретном браке. Журнал Vibe позже обнаружил свидетельство о заключении брака, в котором говорилось, что пара поженилась 31 августа 1994 года в отеле Sheraton Gateway Suites в городке Роузмонт, штат Иллинойс. В свидетельстве о браке говорилось, что 15-летней Алии было 18. По сообщениям, нелегальный брак был аннулирован родителями Алии в феврале 1995 года. Пара продолжала опровергать слухи о браке, заявляя, что никто из них не женат.
Алия подружилась с Ар Келли во время записи дебютного альбома. В интервью журналу Vibe в 1994 году певица рассказала, что каждый раз, когда она уставала, они вместе с Келли «шли есть» и «смотреть фильм», а потом возвращались к работе. Алия назвала их отношения с Ар Келли «довольно тёплыми». В 2016 году Ар Келли рассказал, что был влюблён в Алию так же, как в кого-либо другого. В декабре 1994 года в интервью Sun-Times Алия прокомментировала, что всякий раз, когда её спрашивали о браке с Ар Келли, она убеждала людей в это не верить. По её словам, они с Ар Келли были очень «близки», и «люди неправильно это восприняли».
В 2019 году вышел документальный фильм Surviving R. Kelly, раскрывший новые подробности их отношений и брака. Бывшая танцовщица Джованте Каннингем утверждала, что видела, как Ар Келли занимался сексом с Алиёй в гастрольном автобусе. В 2011 году Деметриус Смит-старший, некогда входивший в окружение Ар Келли, в своей книге The Man Behind the Man: Looking From the Inside Out написал, что в то время Келли боялся, что оплодотворил Алию. По словам Смита-старшего, Келли казалось, что Алия забеременела, и он говорил ему об этом таким голосом, «будто бы хотел разрыдаться». Смит также рассказал, как Келли помог Алии подделать необходимые документы, чтобы доказать, что ей 18; свадьба, как утверждает Смит, была короткой и бесцеремонной, поскольку никто не наряжался, а Алия выглядела «обеспокоенной и напуганной». Смит заявил, что «не гордится» тем, что содействовал их браку.
Позже в судебных документах Алия призналась, что сфальсифицировала возраст. В мае 1997 года она подала иск в округ Кук, требуя аннулировать все записи о браке, поскольку по закону штата она была недостаточно взрослой, чтобы выйти замуж без согласия родителей. Также она порвала все личные и рабочие связи с Ар Келли после расторжения брака и перестала с ним общаться. В 2014 году Джомо Хэнкерсон рассказал, что Алия очень сильно разозлилась из-за отношений с Ар Келли и из-за скандала вокруг их брака, и что им было сложно найти продюсеров для второго альбома.
После профессионального разрыва с Ар Келли Алия перестала отвечать на вопросы о нём. Во время интервью с Кристофером Джоном Фарли её спросили, поддерживает ли она с ним контакт и будет ли когда-нибудь работать с ним снова. По словам Фарли, на оба вопроса Алия ответила «твёрдым, холодным» «нет». Журнал Vibe отметил, что Алия меняла тему разговора всякий раз, когда речь заходила о браке с Ар Келли. В 2000 году пресс-секретарь Алии рассказала, что когда певица сталкивалась с Ар Келли, «она даже не называла его имя, и никому не было дозволено об этом спрашивать». Келли позже прокомментировал, что у Алии была возможность обсудить их отношения, после того, как они перестали вместе работать, но певица предпочла этого не делать. В 2019 году Деймон Дэш рассказал журналу Hip Hop Motivation, что Алия никогда не говорила о своих отношениях с Ар Келли даже наедине; она пыталась несколько раз обсудить с ним эту тему, но смогла только сказать, что Ар Келли «плохой человек». По словам Дэша, он не смог посмотреть фильм Surviving R. Kelly, поскольку интервью с пострадавшими девушками, которые рассказывают о своей встрече с Келли, напоминают ему о том, как Алия себя вела, когда пыталась обсудить с ним отношения с Ар Келли.
После смерти Алии против Ар Келли были выдвинуты обвинения в отношении других несовершеннолетних девочек, и его брак с Алией был тому доказательством. Он отказывался обсуждать отношения с Алией, ссылаясь на её смерть. Мать Алии, Дайан Хотон, рассказывала, что в жизни певицы «всё пошло не так», когда она начала встречаться с Ар Келли. Деймон Дэш отметил, что длительная травма из-за отношений с Ар Келли негативно отразилась на его отношениях с Алией. Однако эти обвинения не сильно «подпортили имидж Алии и не помешали ей стать надёжным хит-мейкером 90-х».

### Помолвка
Незадолго до смерти Алия начала встречаться с сооснователем Roc-A-Fella Records Деймоном Дэшем. Их познакомил бухгалтер Дэша в 2000 году, и вскоре они подружились. После смерти певицы в своих интервью Деймон Дэш рассказывал, что они с Алией собирались пожениться, хотя официально не были помолвлены. Сама Алия публично не афишировала их отношения, и говорила, что они просто друзья. В мае 2001 года на вечеринке по случаю 30-летия Дэша в одном из клубов Нью-Йорка пару заметили вместе. В ответ на это Алия сообщила, что они с Дэшем «очень хорошие друзья». За две недели до смерти Алия отправилась из Нью-Джерси в Ист-Хамптон, штат Нью-Йорк, чтобы навестить Дэша в его летнем доме, который он делил с Jay-Z. Дэш всегда считал, что время, проведённое ими вместе, было очень важным, и Алия была тем человеком, с которым он хотел быть, поэтому, как он утверждал, они начали говорить о помолвке.

## Дискография
| - Age Ain’t Nothing but a Number (1994) - One in a Million (1996) - Aaliyah (2001) | - I Care 4 U (2002) - Ultimate Aaliyah (2005) - Aaliyah: rare tracks (2009) |

## Фильмография
| Год  |   | Русское название           | Оригинальное название | Роль              |
| ---- | - | -------------------------- | --------------------- | ----------------- |
| 1997 | с | Полицейские под прикрытием | New York Undercover   | в роли самой себя |
| 2000 | ф | Ромео должен умереть       | Romeo Must Die        | Триш О’Дей        |
| 2002 | ф | Королева проклятых         | Queen of the Damned   | Королева Акаша    |